# Nacionalinis vėžio institutas

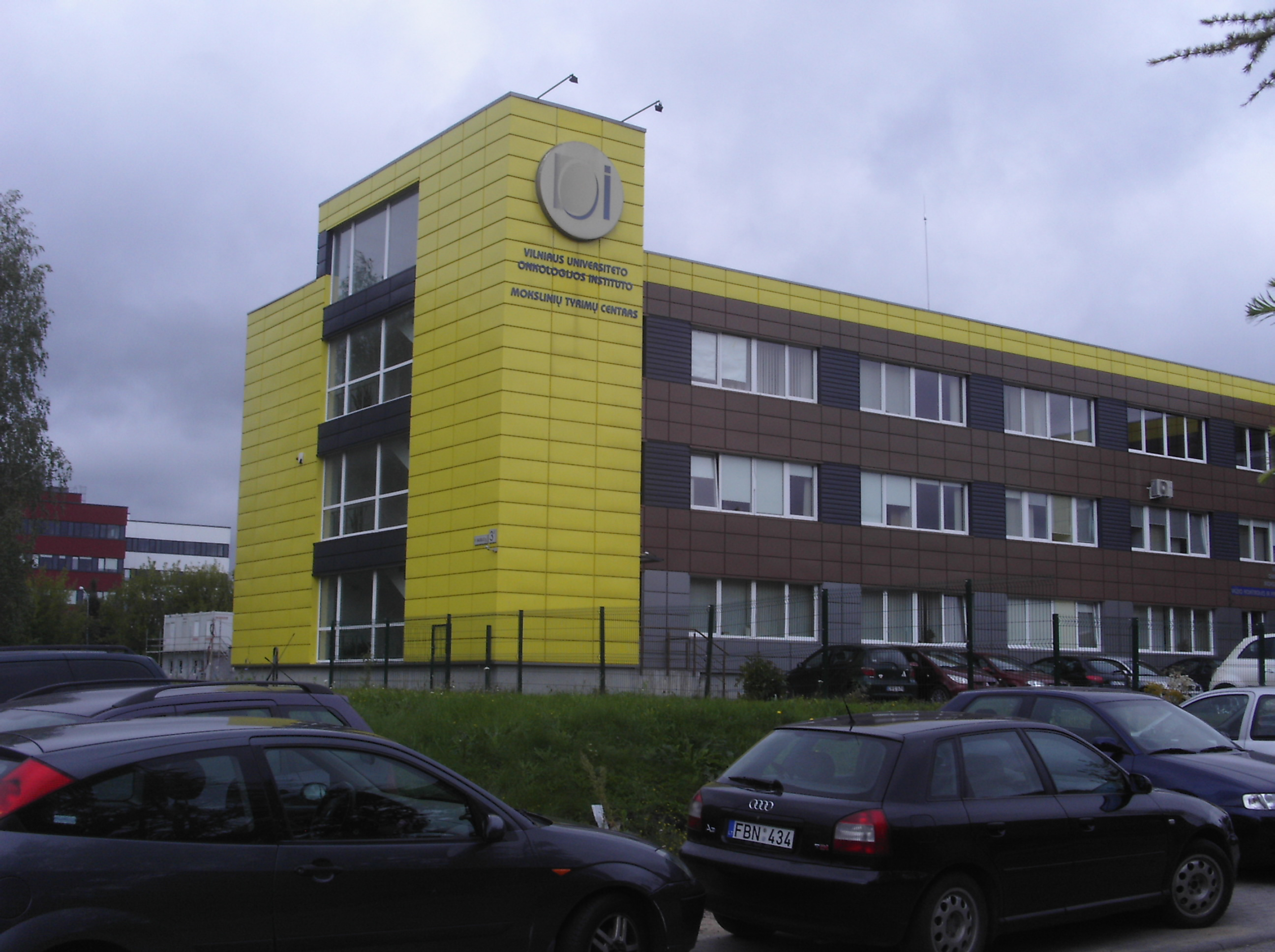
Forschungszentrum (Mokslinų tyrimų centras)

Das Nacionalinis vėžio institutas (dt. Nationales Krebsinstitut) ist mit 945 Mitarbeitern (2013) das größte Forschungsinstitut in Litauen und das fünftgrößte Krankenhaus in Vilnius, ein Universitätskrankenhaus und einzige spezialisierte litauische Klinik für Onkologie, einziges in Osteuropa multidisziplinäres Krebs-Forschungszentrum mit einer europäischen OECI-Zulassung (Stand: Juli 2013). Das Institut hat für die Krebsbehandlung und -forschung in Litauen eine zentrale Bedeutung. 2002 wurde das Institut aufgrund Beschlusses der litauischen Regierung als primäre Institution, die systematisch die Behandlung und Diagnose der Patienten mit Krebs methodisch zu leiten und diese Aktivitäten zu koordinieren hat. Am 4. August 2014 wurde das Institut für Onkologie der Universität Vilnius (lit. Vilniaus universiteto Onkologijos institutas) zu „Nacionalinis vėžio institutas“.
Das Institut befindet sich in Santariškės.

## Tätigkeit
Das Institut behandelt jährlich 18.000 Patienten aus Litauen und Ausland. Zur Beratungsklinik kommen 100.000 Patienten jährlich. Die Zahl der Operationen beträgt 6.000 pro Jahr (2011). 2011 gab es 17 Projekte im Gesamtwert von 74,9 Mio. Litas (21,7 Mio. Euro).
Das Institut führt seit 1978 das landesweite Krebsregister (die Krebsregistrierung begann in Litauen 1957); seit 1993 ist das Register Mitglied von International Association of Cancer Registries und nimmt an den Aktivitäten von European Network of Cancer Registries teil.
Institutswissenschaftler benutzen moderne Technologien und Methoden der Radioembolisation, Genomik, Proteomik, Transkriptomik ganzheitlicher Forschung, Nanowissenschaften (Nanomedizin) und experimentelle Onkologie, Immunologie, Epidemiologie etc. Es nimmt an der Tätigkeit von Union internationale contre le cancer (UICC) teil und ist Mitglied von Organisation of European Cancer Institutes (Akkreditierung erworben am 14. März 2013). Bei der patientenorientierten Forschung und Arbeit geht es um die Früherkennung von bösartigen Tumoren und vollwertige Behandlung onkologischer Erkrankungen, um die Morbidität und Mortalität von Krebs zu reduzieren. 2008 gab man sechs Lehrbücher und zwölf pädagogische Bücher heraus. Das Institut ist auch eine wissenschaftliche Basis für das Studium und Studenten-Abschlussarbeiten aus den Fakultäten der Medizin, Naturwissenschaften, Physik und Chemie. Am Onkologie-Institut wird das Promotionsstudium der Medizin im Bereich der biomedizinischen Wissenschaften (B07) gemeinsam mit der Universität von Vilnius durchgeführt.

## Status
Der Gründer des Instituts ist die Regierung Litauens. Jedes Jahr erstellt es den Tätigkeitsbericht an Senat der Universität Vilnius und an das Bildungsministerium Litauens. Nach Rechtsform ist das Institut für Onkologie eine juristische Person und eine Budgetanstalt für wissenschaftliche Forschungen mit dem Status eines universitären wissenschaftlichen Instituts.
Die Organe des Instituts sind: Hauptversammlung der wissenschaftlichen Mitarbeiter und anderen Forscher, Institutsrat, Direktor des Instituts.
2010 plant die litauische Regierung das Institut zum Onkologie-Krankenhaus (lit. Onkologijos ligoninė) und zum Institut für Onkologie Litauens (lit. Lietuvos onkologijos institutas) aufgrund ihrer Verordnung zu reorganisieren (die neuen Gründer der Anstalten wären das Gesundheitsministerium Litauens und das Bildungsministerium Litauens gewesen). 2010 legte eine Gruppe der Seimas-Mitglieder einen Antrag an das Verfassungsgericht Litauens in Bezug der Verfassungskonformität der Pläne vor. 2011 wurde das Gesetzentwurf über das neue Institut (Nacionalinio vėžio instituto įstatymo projektas) bestätigt, aber das Gesetz noch nicht verabschiedet. 2013 hatte man vor, das Institut zum Nationalen Krebsinstitut (lit. Nacionalinis vėžio institutas) umzubenennen.

## Geschichte
Am 1. Dezember 1931 wurde in Vilnius ein spezielles Krankenhaus für Krebspatienten (mit 12 Betten) und ein Forschungsinstitut (Polocko Str. 6) eröffnet. Die häufigste Behandlung war der Patienten mit Krebs im fortgeschrittenen Stadium. 1933 erwarb man den ersten Röntgen-Apparat und richtete man die Pathologie-Anatomie-Abteilung. 1934 wurde das Institut zum Anti-Krebs-Forschungs- und Behandlungsinstitut Vilnius. 1944 öffnete man das Stadtkrankenhaus für Onkologie Vilnius (Pylimo Str. 46). Es wurde 1945 zum Republik-Dispensaire für Onkologie (lit. Respublikinis onkologijos dispanseris) reorganisiert. Dort gab es eine Poliklinik, stationäre Behandlung (40 Betten), Röntgen- und Radium-Therapie-Zimmer, Röntgendiagnostisches Zimmer und klinische Labors.
1979 baute man ein neues Gebäude des Instituts und eine Klinik in Santariškės. 15 neue spezialisierte multidisziplinäre klinische, experimentelle und diagnostische Abteilungen wurden dort errichtet. 1990 wurde die Einrichtung zum Litauischen Zentrum für Onkologie (lit. Lietuvos onkologijos centras). 1995 bekam es den Status einer staatlichen wissenschaftlichen Anstalt (lit. Valstybės mokslo įstaiga).
2002 wurde das Zentrum zum Universitätsinstitut (lit. Vilniaus universiteto Onkologijos institutas).

## Struktur
- Rat
- Verwaltung
- Klinik
- Apotheke
- Hospitalregister
- Abteilung für Laborforschungen
- Abteilung für Infektionskontrolle
- Zentralisierte Sterilisationsstelle
- Biobank
- Gruppe für Klinische Forschungen

Zentrum für Radiologie, Nuklearmedizin und Beratungen
- Abteilung für Radiologie
  - Unterabteilung für Ultraschall
- Abteilung für Nuklearmedizin
  - Unterabteilung für Diagnostik
  - Labor für Krebsmarker
  - Unterabteilung für Therapie
- Abteilung für Beratungspoliklinik
  - Unterabteilung für Tageschirurgie
  - Unterabteilung für Aufnahme und schnelle Hilfe

Zentrum für Onkochirurgie
- Abteilung für Anästhesiologie, Reanimation und Operationsstelle
- Blutbank
- 3. Abteilung für Onkochirurgie
  - Unterabteilung für Brustchirurgie und Onkologie
  - Unterabteilung für Hals-Nasen-Ohren-, Kopf-, Hals-Chirurgie und Onkologie
- 2. Abteilung für Onkochirurgie
  - Unterabteilung für Allgemein- und Abdominalchirurgie und Onkologie
  - Unterabteilung für Onkourologie
  - Gruppe für Endoskopische Forschungen
- 3. Abteilung für Onkochirurgie
  - Unterabteilung für Brustkrankheitenchirurgie und Onkologie
  - Unterabteilung für Onkogynäkologie
  - Unterabteilung für Komplexbehandlung
  - Labor für Laser- und Photodynamische Therapie
  - Labor für Immunologie

Zentrum für Strahlen- und Medikamenten-Therapie
- Abteilung für Chemotherapie
  - Unterabteilung für Tagesstationärbehandlung
- Abteilung für Onkologische Radiotherapie
  - Unterabteilung für Hochenergie-Strahlentherapie
- Medizinphysik-Gruppe
- Brachytherapie-Gruppe
- Labor für Molekularonkologie
- Abteilung für Physische Medizin und Rehabilitation

Zentrum für Krebskontrolle und Prophylaxe

Zentrum für wissenschaftliche Forschungen
- Labor für Karzinogenese- und Tumor-Pathophysiologie
- Labor für Biomedizinische Physik

Andere Einrichtungen

## Leitung
- Direktor: Konstantinas Povilas Valuckas

## Personen
- Petras Norkūnas (1912–2016), Chirurg und Professor